# 李保民
李保民（1957年5月—），江西信丰人，汉族，中华人民共和国政治人物、第十二届全国人民代表大会江西地区代表。毕业于江西省委党校经济学专业。加入中国共产党。2013年，担任全国人大代表。
曾任江西銅業集團有限公司、江西銅業股份有限公司董事長。2017年8月，江西省政府免去李保民的江西铜业集团公司董事长职务。8月24日，免去李保民同志的江西铜业集团公司党委书记、江西铜业股份有限公司党委书记职务。